# 曼島公用事業管理局
曼島公用事業管理局（英語：Manx Utilities Authority）是曼島政府的法定委員會，為曼島提供公用事業之服務。曼島公用事業管理局於2014年由曼島電力局與曼島供水和污水處理局合併而成。

## 歷史
曼島的公共事業由一系列的組織負責；隨著時間的推移，它們接管了其他機構的職權範圍，或與其他機構合併或分離。這些歷史性變化總結如下：
•曼島電力局成立於1983年7月，旨在為島上開發和維護高效、經濟的電力供應系統。 其法律地位由1984年《電力法》確立。
曼島電力局由曼島電力委員會（1932-1984年）和道格拉斯公司電力部（1921-1983年）合併而成。
曼島電力局只負責供電。這些責任在2003年擴大到包括天然氣供應。這與從英國-愛爾蘭天然氣互連管道建設高壓天然氣進口系統相結合。2003 年《天然氣和電力法》授權島電力局供應天然氣、建造管道和相關設備（第1條）；它還有責任向其他組織如公共燃氣供應商供應燃氣（第2條）。

•曼島水務局成立於1972年，由曼島水務局（1946-1972年）和道格拉斯公司水務部合併而成。
1974年它承擔了曼島天然氣管理局的天然氣生產和分配職能，並更名為曼島水和天然氣管理局。
1985年，天然氣事業被私有化，當局恢復了原來的名稱。
2010 年，它承擔了前曼島交通部的污水處理職責，並更名為曼島供水和污水處理管理局。
2014年，曼島電力局與曼島供水和污水管理局合併，成立了曼島公用事業管理局。